# Leo-Karel Jozef De Kesel

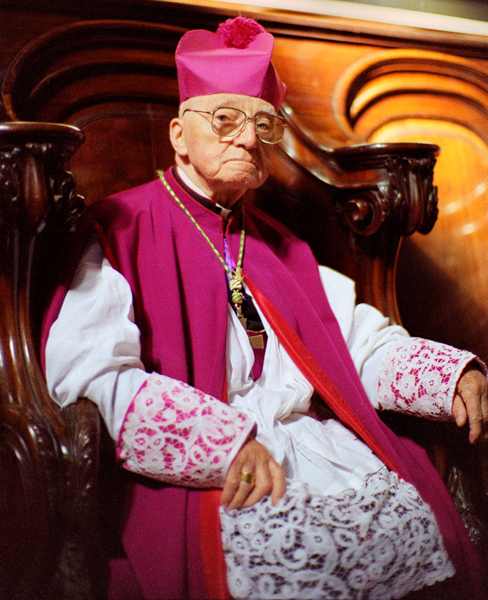
Weihbischof Leo De Kesel

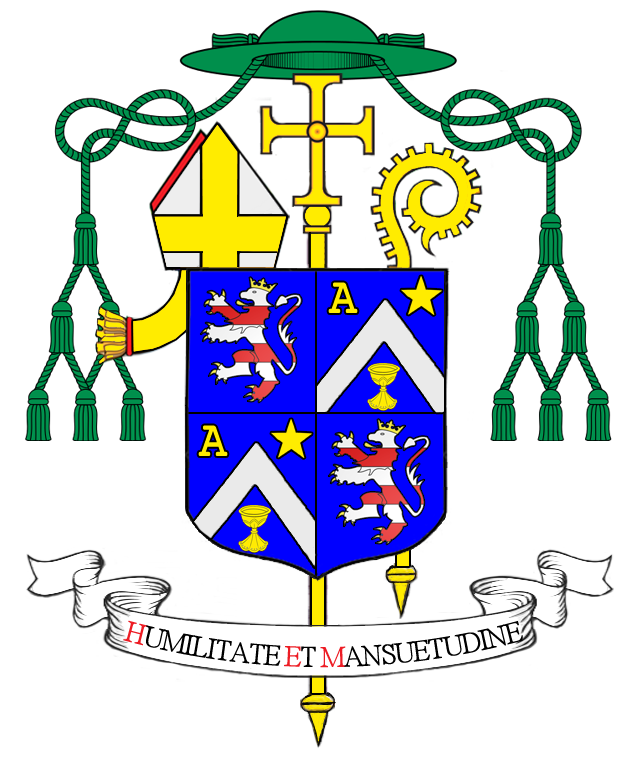
Bischofswappen

Leo-Karel Jozef De Kesel (* 1. Oktober 1903 in Adegem; † 3. August 2001 in Gent) war römisch-katholischer Weihbischof in Gent.

## Leben
Leo-Karel Jozef De Kesel empfing am 18. April 1927 die Priesterweihe.
Johannes XXIII. ernannte ihn am 28. Dezember 1960 zum Weihbischof in Gent und Titularbischof von Synaus. Der Bischof von Gent, Charles Justin Marie Ernest Calewaert, weihte ihn am 24. Februar des nächsten Jahres zum Bischof; Mitkonsekratoren waren Emiel-Jozef De Smedt, Bischof von Brügge, und Guillaume Marie van Zuylen, Koadjutorbischof von Lüttich. 
Als Wahlspruch wählte er Humilitate et Mansuetudine („Durch Demut und Sanftmut“). Er nahm an allen Sitzungsperioden des Zweiten Vatikanischen Konzils teil. Von 1967 gehörte er nach Berufung durch papst Paul VI. dem Consilium zur Ausführung der Liturgiekonstitution des Konzils an. Am 13. Juli 1990 nahm Papst Johannes Paul II. seinen altersbedingten Rücktritt an. Kardinal Jozef De Kesel, Erzbischof von Mecheln-Brüssel, ist sein Neffe.